# Курнаков Микола Семенович
Микола Семенович Курнаков (рос. Николай Семёнович Курнаков; 24 жовтня (6 грудня) 1860, Нолінськ — 19 березня 1941, Барвиха) — радянський науковець, основоположник фізико-хімічного аналізу, професор (1893), заслужений професор (1907), доктор хімічних наук (1909), академік Петербурзької академії наук/Російської академії наук/Академії наук СРСР (1913), лауреат Сталінської премії.

## Життєпис
Народився в Нолінському. Після закінчення Нижегородської військової гімназії вступив до Гірничого інституту в Санкт-Петербурзі, який закінчив в 1882.
Ад'юнкт-професор цього ж інституту по кафедрі металургії, галургії і пробірного мистецтва з 1885. Після захисту дисертації «Про складні металеві основи» отримав звання професора неорганічної хімії (1893).
Засновник і завідувач лабораторією фізичної хімії, професор електротехнічного інституту в Санкт-Петербурзі (1899-1906). В період роботи в інституті винайшов «пірометр Курнакова» (1904) — найбільш досконалий в той час прилад для термічного аналізу.
C 1902 по 1930 очолював кафедру загальної хімії в Політехнічному інституті в Санкт-Петербурзі, де організував і хімічну лабораторію.
Засновник і перший директор Інституту фізико-хімічного аналізу АН СРСР (1918-1934).
Один з організаторів Державного інституту прикладної хімії (ДІПХ) і його перший директор (1919-1927).
Директор Державного інституту науково-технічних досліджень (1921).
Очолював Інститут з вивчення платини та інших благородних металів АН СРСР (1922-1924).
Директор Хімічного інституту АН СРСР (1924).
Член президії Комітету з хімізації народного господарства при РНК СРСР (1928).
Після переїзду хімічних інститутів Академії наук до Москви став директором знову організованого Інституту загальної та неорганічної хімії АН СРСР (1934-1941).
Професор (з 1936), завідувач кафедри неорганічної хімії (1937-1941) МДУ ім. М. В. Ломоносова.
Створив російську школу фізико-хімічного аналізу, російську наукову школу хіміків і металургів.
Сприяв освоєнню калійних родовищ Солікамська, Карабогазської глауберової солі, магнію, брому і йоду Кримських соляних озер і лиманів, соляних покладів Західно-Сибірського краю, Тихвинських бокситів для отримання металевого алюмінію, сплавів різного призначення. Обстежив Алтайські підприємства кольорової металургійної промисловості (1882). Організатор російського металургійного (платинових металів, алюмінію, магнію) і галургійного промислових виробництв. Ініціатор створення при Російському технічному товаристві металографічної комісії (1899).
Помер Курнаков в селі Барвиха Московської області 19 березня 1941 року, похований у Ленінграді на Літераторських містках.

## Нагороди та звання
- В 1925 нагороджений Великою премією імені Д. І. Менделеева.
- В 1928 лауреат премії імені В. І. Леніна.
- В 1939 нагороджений Орденом Трудового Червоного Прапора.
- В 1940 присвоєно звання Заслужений діяч науки та техніки РРФСР.
- В 1941 лауреат Сталінської премії (за 1940рік).

## Адреси в Санкт-Петербурзі
1882—1941 — Гірничий інститут — Миколаївська набережна, 45.
З 1902 до 1930 — Політехнічний університет — вул. Політехнічна буд. 29 кв 4, лабораторія фізико-хімічного аналізу

## Пам'ять

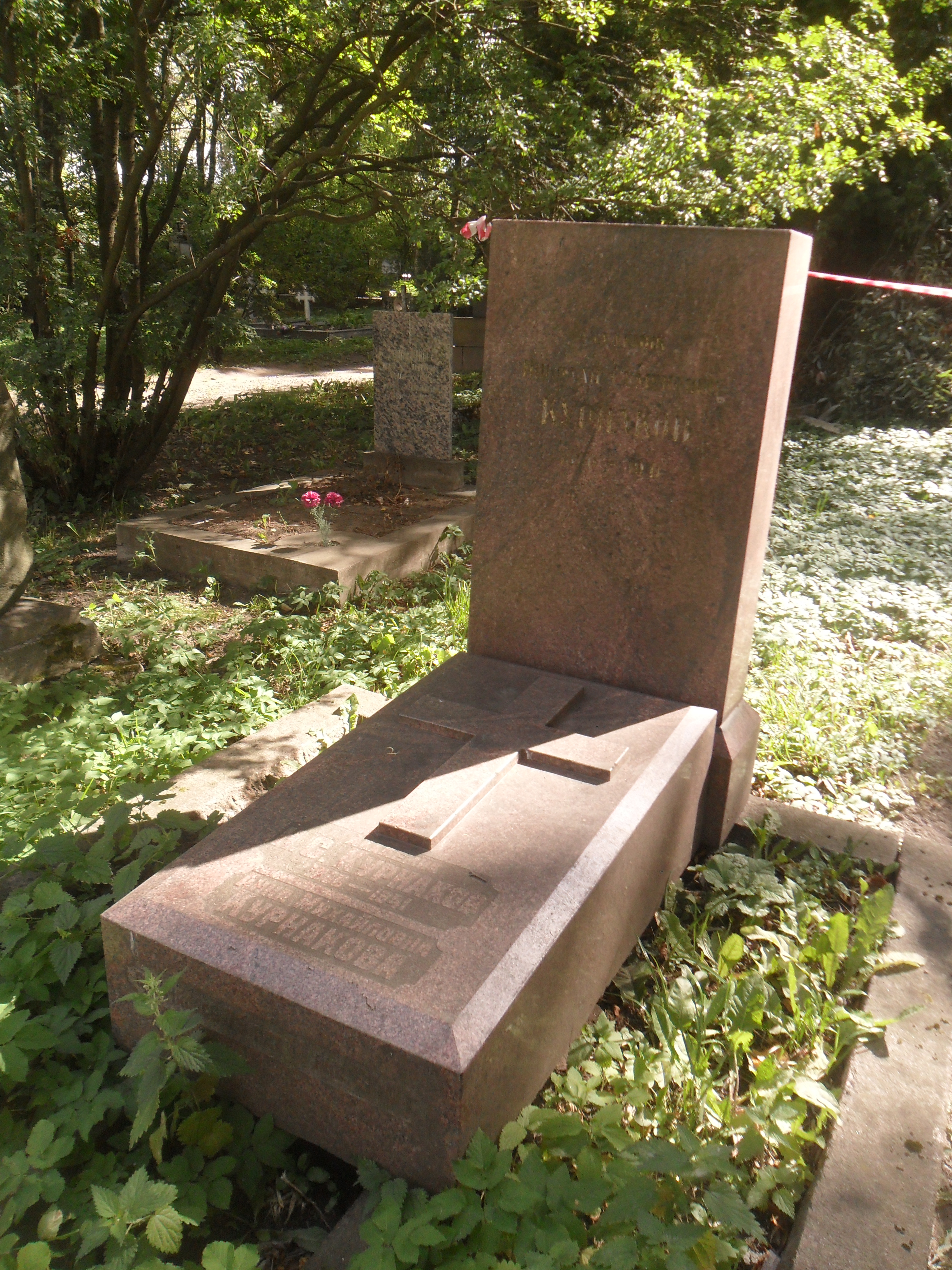
Могила М. С. Курнакова на Літераторських містках в Санкт-Петербурзі.

- Інститут загальної та неорганічної хімії імені М. С. Курнакова РАН (з 1944).
- На честь М. С. Курнакова названий винайдений в 1940 році в Казахстані мінерал курнаковит.

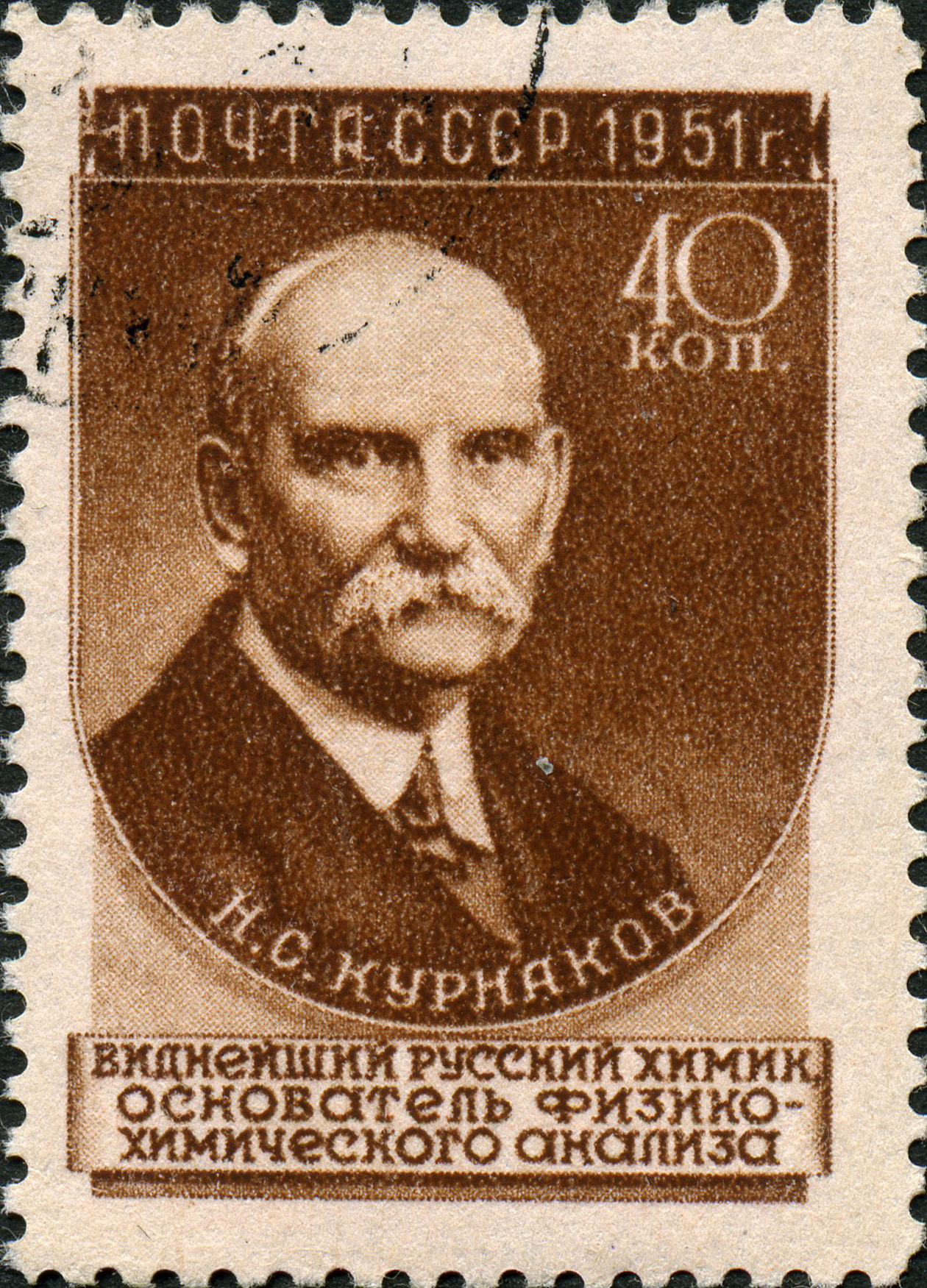
Поштова марка СССР, 1951 рік

## Деякі роботи
- Цикл статей з неорганічної хімії в «Журнале Русского физико-химического общества» та в «Горном журнале».
- Курнаков Н. С. Непрерывность химических превращений вещества [Архівовано 19 липня 2018 у Wayback Machine.] // УФН. 1924. Т. 4, Вып. 6. С. 339—356
- Курнаков Н. С.Введение в физико-химический анализ. Издание четвертое дополненное. М.—Л.: Издательство АН СССР. 1940. 562 с. [Архівовано 4 березня 2016 у Wayback Machine.]
- Курнаков Н. С. Избранные труды. Т. 1—3. М., 1960
- Список трудов Н. С. Курнакова
- Труды Н. С. Курнакова в электронной библиотеке «Научное наследие»